# Народ проти Ненсі Престон
Народ проти Ненсі Престон (англ. The People vs. Nancy Preston) — американська драма режисера Тома Формана 1925 року.

## У ролях
- Маргаріт Де Ла Мотт — Ненсі Престон
- Джон Бауерс — Майк Хорган
- Френкі Дарро — Бабсі
- Девід Батлер — Білл Престон
- Вільям В. Монг — Паскулі
- Альфонсе Етьє — Тірні
- Едгар Кеннеді — Похмурий Гас
- Гертруда Шорт — Агнес
- Рей Галлахер — Техас Дарсі
- Джекі Саундерс — Хазі Мазі
- Мері Гордон — місіс Тіффт